# Forçamento
Em teoria dos conjuntos, forçamento (em inglês, forcing) é uma técnica inventada por Paul Cohen para provar resultados de consistência e independência. Foi usada pela primeira vez em 1962, para provar a independência da hipótese do continuum e do axioma da escolha dos axiomas de Zermelo–Fraenkel. O forçamento foi consideravelmente reelaborado e simplificado na década de 1960, e tem se mostrado ser uma técnica extremamente poderosa tanto em teoria dos conjuntos quando em outras áreas de lógica matemática, tais como teoria da recursão.

## Intuições
O forçamento é equivalente ao método dos modelos booleano-valorados que alguns acham conceitualmente mais natural e intuitivo, embora usualmente muito mais difícil de aplicar.
Intuitivamente, o forçamento consiste em expandir o  conjunto universo V a um universo maior V*. Nesse universo maior, por exemplo, poderá haver vários subconjuntos de ω = {0,1,2,…} que não estavam no universo antigo, e portanto violam a hipótese do continuum. Embora superficialmente impossível, essa é simplesmente outra versão do paradoxo de Cantor sobre infinitude. Em princípio, poderíamos considerar
{\displaystyle V^{*}=V\times \{0,1\}},
identificar {\displaystyle x\in V} com {\displaystyle (x,0)}, e então introduzir uma relação de pertinência expandida envolvendo os novos conjuntos da forma {\displaystyle (x,1)}. Forçamento é uma versão mais elaborada dessa ideia, reduzindo a expansão à existência de um novo conjunto, e permitindo um controle apurado sobre as propriedades do universo expandido.
A técnica original de Cohen, hoje chamada de forçamento ramificado, é ligeiramente diferente do forçamento não-ramificado exposto aqui.

## C.P.O's de Forçamento
Um C.P.O. de forçamento (conjunto parcialmente ordenado de forçamento; em inglês, forcing poset) é uma tripla ordenada
(P, ≤, 1)
onde "≤" é uma pré-ordem em P, e 1 é um elemento máximo, isto é,
p ≤ 1 para todo p ∈ P.
Os membros de P são chamados condições. Lê-se
p ≤ q
como
p é mais forte que q.
Intuitivamente, a "menor" condição fornece "mais" informação, assim como o intervalo [3.1415926,3.1415927] fornece mais informação sobre o número π do que o intervalo [3.1,3.2].
(Existem várias convenções aqui. Alguns autores impõem que ≤ seja antissimétrica, de modo que ≤ seja uma ordem parcial. Alguns usam o termo ordem parcial de qualquer maneira, conflitando com a terminologia padrão, enquanto alguns usam o termo pré-ordem. O maior elemento pode ser dispensado. A ordenação inversa também é usada, mais notavelmente por Saharon Shelah e seus coautores.)
Estão associados com um C.P.O. de forçamento P os P-nomes. P-nomes são conjuntos da forma
{(u,p) : u é um P-nome e p ∈ P e (algum critério envolvendo u e p)}.
Essa definição é circular; o que em teoria dos conjuntos quer dizer que é realmente uma definição por recursão transfinita. Mais explicitamente, define-se
- Nome(0) = {};
- Nome(α + 1) = o conjunto das partes de (Nome(α) × P);
- Nome(λ) =  ∪{Nome(α) : α < λ}, onde λ é um ordinal limite,

e então define-se a classe de P-nomes como sendo
V(P) =  ∪{Nome(α) : α é um ordinal}.
Os P-nomes são, de fato, uma expansão do universo. Dado x em V, define-se
xˇ
como sendo o P-nome
{(yˇ,1) : y ∈ x}.
Novamente, essa é uma definição por recursão transfinita.
Agora, dado qualquer subconjunto G de P, definimos por
val(u, G) = {val(v, G) : ∃ p ∈ G , (v, p) ∈ u}.
o mapa de interpretação ou valoração dos nomes. (De novo, uma definição por recursão transfinita.) Note que se 1 está em G, então
val(xˇ, G) = x.
Definindo
G = {(pˇ, p) : p ∈ G},
temos
val(G,G) = G.
Um bom exemplo de um C.P.O. de forçamento é
(Bor(I) , ⊆ , I ),
onde I = [0,1] e Bor(I) são os subconjuntos de Borel de I que tem medida de Lebesgue não-nula. Nesse caso, podemos falar sobre as condições como sendo probabilidades, e um Bor(I)-nome atribui pertinência num sentido probabilístico. Pela intuição que esse exemplo fornece, a linguagem probabilística às vezes é usada com outros C.P.O.s de forçamento.

## Modelos transitivos contáveis e filtros genéricos
O passo crucial em forçamento é, dado um universo V de ZFC, achar um G apropriado fora de V. A classe resultante de todas as interpretações de P-nomes passará a ser um modelo de ZFC, estendendo propriamente o V original (já que G∉V).
Ao invés de trabalhar com V, considera-se um modelo transitivo contável M com (P,≤,1) ∈ M. Por modelo, entende-se um modelo da teoria dos conjuntos, ou de todo o ZFC, ou um modelo de um grande porém finito subconjunto dos axiomas de ZFC, ou alguma variante dele. Transitividade significa que se if x ∈ y ∈ M, então x ∈ M. O lema do colapso de Mostowski diz que isso pode ser assumido se a relação de pertinência é bem-fundada. O efeito da transitividade é que pertinência e outras noções elementares podem ser manipuladas intuitivamente. A contabilidade do modelo se baseia no teorema de Löwenheim-Skolem.
Como M é um conjunto, existem conjuntos fora de M - isso segue do paradoxo de Russell. O conjunto apropriado G a ser escolhido e adicionado a M é  um filtro genérico em P. A condição de filtro significa que G⊆P e
- 1 ∈ G ;
- se p ≥ q ∈ G, então p ∈ G ;
- se p,q ∈ G, então ∃r ∈ G, r ≤ p e r ≤ q ;

G ser genérico quer dizer que
- se D ∈ M é um subconjunto denso de P (isto é, p ∈ P implica ∃q ∈ D, q ≤ p), então G∩D ≠ 0 .

A existência de um filtro genérico G fora de M segue do lema de Rasiowa-Sikorski.  De fato, pode-se dizer algo um pouco mais forte: dada uma condição p∈ P, é possível achar um filtro genérico G tal que p∈ G.
Se P tem apenas uma quantidade contável de subconjuntos densos, então pode-se escolher G ∈ M.  Esse é o caso não-trivial no qual não estamos interessados. Elementos minimais em P são também triviais, pois se D é denso e p é minimal, então (como o único elemento q ≤ p é o próprio p) p ∈ D. Portanto, qualquer filtro contendo até um elemento minimal é genérico, e pode-se novamente escolher G ∈ M.